# Rick Nieman
Rick Nieman (Amsterdam, 9 november 1965) is een Nederlandse televisiepresentator en journalist.

## Studie en carrière
Rick Nieman vertrok na het vwo op het Keizer Karel College in Amstelveen op 17-jarige leeftijd voor een uitwisselingsprogramma naar de Verenigde Staten. Aanvankelijk zou hij hier een jaar blijven, maar het werden er vijf. Hij studeerde daar journalistiek aan de Roosevelt University in Chicago. Later volgde hij aan de University of Southern California in Los Angeles een studie in internationale betrekkingen. Tijdens zijn studie werkte hij bij de universiteitskrant.
Terug in Nederland ging hij aan de slag als redacteur, verslaggever en presentator bij European Business Weekly, een productiemaatschappij die programma’s maakte over zaken doen in Europa. European Business Weekly werd opgekocht door Financial Times Television, dat vervolgens werd opgekocht door CNN. Zo was Nieman ineens werkzaam bij de CNN-vestiging in Londen.
In 1991 keerde hij terug naar Nederland, omdat hij graag met ander nieuws wilde werken. Hier werkte hij als verslaggever bij RTL Nieuws, waarna hij als redacteur en presentator bij onder andere Veronica's Nieuwslijn en 2Vandaag aan de slag ging.

### RTL Nieuws
In 1996 werd Nieman presentator van het RTL Nieuws. Vanaf 1998 werd hij vaste presentator van de avonduitzendingen in de oneven weken. In het 19:30 uur nieuws vormde hij achtereenvolgens een duo met Margriet Vroomans (1998-1999), Suzanne Bosman (1999-2013), Daphne Lammers (2013-2014) en vanaf april 2014 met Merel Westrik. Op 30 april 2015 kondigde Nieman aan dat hij ging stoppen met de presentatie van het RTL Nieuws, omdat hij zich wilde richten op andere projecten. Op 22 mei 2015 presenteerde hij zijn laatste uitzending.

### Andere programma's
Naast het RTL Nieuws heeft Nieman actualiteitenprogramma’s als De kwestie, Nieuws aan tafel, Wat kiest Nederland? en Kwestie van kiezen gepresenteerd. Voor RTL Z maakte hij interviews met binnen- en buitenlandse prominenten als Laura Bush, Hillary Clinton, Rem Koolhaas, Jan Peter Balkenende en Albert Heijn. Tevens presenteerde hij de verkiezingsuitzendingen zoals debatten en uitslagenavonden voor RTL in 2002, 2003, 2006, 2010 en 2012. Ook pleit hij voor lessen over de media op scholen.
In de zomer van 2012 presenteerde Nieman vanuit Londen het programma De Spelen over de Olympische Spelen.
Samen met oud-RTL-collega Mariëlle Tweebeeke interviewde hij kroonprins Willem-Alexander en prinses Máxima voorafgaand aan de inhuldiging op 30 april 2013.
Vanaf 30 augustus 2015 neemt Nieman de presentatie van WNL op Zondag over van Margreet Spijker en Charles Groenhuijsen.
In april 2017 was hij gast/kandidaat bij De Kwis. Sinds 2016 presenteert hij Haagse Lobby voor WNL. In 2019 presenteerde hij het programma Misdaadcollege voor WNL.

### Boeken
Ook is hij auteur van het in 2007 uitgekomen boek Is er nog nieuws?, dat beschrijft hoe televisienieuws wordt gemaakt. Het is uitgegeven door Nieuw Amsterdam. In september 2008 kwam zijn boek De Goeroe-methode uit, een reeks interviews met toonaangevende managementdenkers als Michael Porter, Tom Peters, C.K. Prahalad, Stephen Covey, John Cleese en Deepak Chopra. De interviews werden eerder uitgezonden op RTL Z. In maart 2015 kwam zijn eerste roman Altijd Viareggio uit.

## Waardering
Op 7 oktober 2013 werd Nieman door het Nederlandse publiek verkozen tot de beste nieuwslezer van Nederland. Dit bleek uit de resultaten van een nationaal televisieonderzoek uitgevoerd voor het Gouden Televizier-Ring Gala.
Uit een onderzoek van Maurice de Hond begin 2015 bleek dat de Nederlandse kijker Nieman, samen met Twan Huys, de betrouwbaarste nieuwslezers vond. Kijkers gaven Nieman en Huys een 6,5.

## Privé
Het programma Veronica's Nieuwslijn presenteerde hij samen met Sacha de Boer, met wie hij een relatie kreeg en op 14 februari 2002 getrouwd is. Uit een eerdere relatie heeft hij een dochter.